# 아나 네마티
아나 네마티(페르시아어: آنا نعمتی, 영어: Ana Nemati, 1977년 7월 11일 ~ )는 이란의 배우이다.